# Aulacophora cyanoptera
Aulacophora cyanoptera là một loài bọ cánh cứng trong họ Chrysomelidae. Loài này được Boisduval miêu tả khoa học năm 1835.